# Gimnazija in srednja šola Rudolfa Maistra Kamnik
Gimnazija in srednja šola Rudolfa Maistra Kamnik (okrajšano GSŠRM Kamnik) je srednješolska izobraževalna ustanova v Kamniku. Trenutno se na šoli izvajajo trije srednješolski izboraževalni programi: gimnazija, ekonomski tehnik in predšolska vzgoja, skupaj z maturitetnim tečajem ter izobraževanjem odraslih.

## Zgodovina

### Poimenovanje
Šola je poimenovana po generalu Rudolfu Maistru, borcu za Severno mejo, ki je bil rojen v Kamniku, nedaleč od šole.
Današnja stavba šole je bila zgrajena po 2. sv. vojni, z udarniškim delom. Do leta 2013 je delovala kot šolski center treh srednjih šol (Gimnazija, Srednja ekonomska šola, Predšolska vzgoja), potem pa se je zaradi racionalizacije preoblikovala v enotno srednjo šolo s tremi programi.

## Arhitektura
Stavba GSŠRM Kamnik je bila za izgradnjo načrtovana na primorskem, a je bila na koncu postavljena v Kamniku. Ostanek prejšnjih časov so 4 zaklonišča, v enem od katerih je urejen fitnes za dijake in profesorje. Zaradi bližnje ustanove za invalide stopnic na šoli skorajda ni. Povsod se da priti po klančini. Pred jedilnico se dviga 16m visok dimnik, dobrodošel prispevek k pouku pa doda obokana telovadnica in veliko, športni vzgoji namenjeno dvorišče, s tekaško stezo, igrišči za nogomet, košarko in odbojko ter kolesarskim poliginom.

## Organi šole
Šolo sestavljajo različni organi, ki upravljajo šolo ali zastopajo pravice posameznih interesnih skupin.

### Svet šole
Svet šole je navišji upravljalni organ šole, ki med drugimi pristojnostmi imenuje in razreši ravnatelja ter sprejema letni delovni načrt in poročilo o njegovi uresničitvi.
Svet šole vodi predsednik, ki ga med sabo izvolijo člani. Predsednica sveta šole je Marjeta Kralj.

### Ravnatelj
Ravnatelj šole med drugimi pristojnostmi organizira, načrtuje in vodi delo šole. Izvoljen je s strani sveta šole. Ravnatelj šole je dr. Branislav Rauter.

### Dijaška skupnost
Dijaška skupnost je namenjena dijakom in med drugimi pristojnostmi obravnava vprašanja, pomembna za dijake.
Dijaško skupnost vodi predsednik, ki ga izvolijo vsi dijaki. Predsednik dijaške skupnosti v šolskem letu 2021/22 je Matic Hrabar.

## Programi

### Gimnazija
Šola izvaja enoten program splošna gimnazija in ponuja možnost izbire ITS-ov (interdisciplinarni tematski sklopi), kjer se dijaki lahko odločajo med petimi različnimi moduli. Moduli povezujejo različna predmetna področja, spodbujajo raziskovalni pristop k učenju in aktualne teme.

### Ekonomski tehnik
Štiriletni program se konča s poklicno maturo. Uspešen dijak pridobi naziv ekonomski tehnik. Poklicna matura jim omogoča vpis na višje in visoke strokovne šole, lahko pa nadaljujejo v enoletnem programu maturitetnega tečaja in opravijo maturo, s katero se lahko vpišejo na univerzo.

### Predšolska vzgoja
Štiriletni program, ki se konča s poklicno maturo, pripravi dijake na poklic pomočnika vzgojitelja v vrtcu. Dijakinje in dijaki so po uspešnem zaključku štiriletnega programa in poklicni maturi usposobljeni za delo oz. zaposlitev, program pa prav tako omogoča, da nadaljujejo študij  na višjih in visokih strokovnih šolah. Uspešno končano šolanje lahko nadgradijo v maturitetnem tečaju in tako z opravljeno maturo nadaljujejo z izobraževanjem tudi na univerzitetnih programih. 

## Znani bivši dijaki
Politiki
- Simona Kustec, visokošolska učiteljica in političarka
- Mihaela Logar, političarka, poslanka in biologinja
- Matej Tonin, politik
- Julijana Bizjak Mlakar, političarka
- Matej Slapar, župan in ekonomist

Novinarji
- Petra Kerčmar, TV voditeljica
- Bojan Traven, odgovorni urednik in raziskovalni novinar
- Donald Rose, kreativni direktor produkcije

Cerkev
- Stanislav Zore, nadškof

Drugi pomembni bivši dijaki
- Marija Auersperg, zdravnica kirurginja onkologinja in univerzitetna profesorica
- Hubert Bergant, organist, pianist in pedagog
- Tine Hribar, filozof
- Mirko Juteršek, umetnostni zgodovinar
- Marija Ana Lap Drozg, univerzitetna profesorica
- Maksimiljan Lavrinc, politik, poslanec in pravnik
- Bojan Pollak, gorski vodnik
- France Rode, elektrotehnik, izumitelj, častni član Inženirske akademije Slovenije
- Milan Trbižan, metalurg, univerzitetni profesor